# Mamertino Ansonica - Grillo
Il Mamertino Ansonica o Inzolia – Grillo o Mamertino di Milazzo Ansonica o Inzolia – Grillo è un vino DOC istituito con decreto dello 03/09/2004 pubblicato sulla gazzetta ufficiale dell'11/09/04 n 214.
Abbraccia vini prodotti nei seguenti comuni: Alì, Alì Terme, Barcellona Pozzo di Gotto, Basicò, Castroreale, Condrò, Falcone, Fiumedinisi, Furnari, Gualtieri Sicaminò, Itala, Librizzi, Mazzarrà Sant'Andrea, Merì, Milazzo, Monforte San Giorgio, Montalbano Elicona, Nizza di Sicilia, Oliveri, Pace del Mela, Patti, Roccalumera, Roccavaldina, Rodì Milici, San Filippo del Mela, 
Santa Lucia del Mela, San Pier Niceto, Scaletta Zanclea, Terme Vigliatore, Torregrotta, Tripi.
Tutti in provincia di Messina.

## Vitigni con cui è consentito produrlo
- Ansonica o Inzolia Massimo 80%
- Grillo minimo 20%[1]

## Caratteristiche organolettiche
- colore: giallo paglierino più o meno intenso;
- profumo: più o meno fruttato, caratteristico, delicato;
- sapore: secco, armonico, fresco;

## Produzione
Provincia, stagione, volume in ettolitri
- nessun dato disponibile